# Euro English
Euro English ist eine Reihe von Varietäten des Englischen, die in Kontinentaleuropa und insbesondere in den Institutionen der Europäischen Union und bei jungen, mobilen Europäern (z. B. aus dem Erasmus-Programm) anzutreffen sind.

## Geschichte
Der Begriff wurde als erstes von Broder Carstensen 1986 verwendet, um die Übernahme von Anglizismen in Europa zu beschreiben.
Durch die Erweiterung der Europäischen Union sank die Bedeutung der anderen beiden Arbeitssprachen der EU (Deutsch und Französisch). Das fortschreitende Erasmus-Programm schuf eine neue Klasse von mobilen Europäern mit dem Bedarf einer lingua franca, um miteinander kommunizieren zu können.
Die Frage, ob die Eigenheiten des Englischen von Nicht-Muttersprachlern auf dem europäischen Kontinent eine eigene Variante des Englischen darstellt, wurde noch nicht entschieden. Nach Forche können viele der Charakteristiken des Euro-Englisch auch einfach als typische Fehler von Sprachanfängern betrachtet werden, wobei sich einige davon immer mehr einbürgerten. Eine Institutionalisierung könnte jedoch unter dem Einfluss einer europäischen Klasse folgen.

## Einflüsse
Es gibt zwei Arten von Einflüssen auf das Euro-Englisch: einmal top-down, und andererseits bottom-up.
Die top-down Einflüsse stammen von Institutionen, wie z. B. dem English Style Guide der Europäischen Kommission, der bestimmte englische Stilmittel für geschriebene offizielle Dokumente empfiehlt. Im Großen und Ganzen folgt er dem Standard English, aber in Fällen, in denen es Varianten gibt, wird eine Auswahl getroffen. So wird zum Beispiel die Schreibweise judgment, statt judgement empfohlen.
Die bottom-up Einflüsse stammen von den praktischen Vorlieben der Menschen (38 % der EU-Bürger sprechen Englisch als Fremdsprache).
Manche Wörter erhalten analog zu Wörtern aus anderen europäischen Sprachen auf Euro-Englisch ein Plural-S, z. B. „informations“ und „competences“ obwohl dies in Britischen und Amerikanischen Englisch als Fehler betrachtet wird.
Andere Wörter wie „actor“, „axis“ oder „agent“ erhalten analog zu anderen europäischen Sprachen eine weitergehendere Bedeutung, als sie eigentlich auf Englisch haben.

## Beispiele
| Standard English                                         | Euro English                                             | Herkunft und Interpretation |
| -------------------------------------------------------- | -------------------------------------------------------- | --- |
| tourist, attributiv verwendet                            | touristic                                                | Touristic wird normalerweise nicht für Orte verwendet, die auf Touristen spezialisiert sind, anders als sein Gegenstück in anderen europäischen Sprachen (Franz. touristique, Niederländisch toeristisch, Deutsch touristisch, Spanisch/Portugiesisch/Galicisch turístico, Katalanisch turístic, Italienisch turistico, Türkisch turistik, Polnisch turystyczny, Serbo-Kroatisch/Mazedonisch turístički). |
| Last October I had the opportunity to attend a workshop. | Last October I had the possibility to attend a workshop. | possibilité kann auf Französisch „opportunity“ bedeuten; im Deutschen sind Gelegenheit und Möglichkeit in diesem Zusammenhang synonym. |
| That Mercedes is my dentist’s car.                       | That Mercedes is the car of my dentist.                  | Possessive werden oft wie in romanischen Sprachen gebildet. |
| current                                                  | actual                                                   | Das englische Adjektiv actual hat eine semantische Verschiebung erlebt und wird oft wie in den meisten europäischen Sprachen wie das Englische current verwendet. Deutsch: aktuell, Niederländisch: actueel, Französisch: actuel, Rumänisch/Spanisch/Katalanisch/Galicisch: actual, Portugiesisch: atual, Italienisch: attuale, Tschechisch: aktuální, Polnisch: aktualny.                                |
| possibly                                                 | eventually                                               | Das englische Adjektiv eventual hat oft eine weitere Bedeutung erhalten, vgl. Franz. éventuel, Deutsch: eventuell, Polnisch ewentualny, Dänisch eventuelt, Niederländisch: eventueel. |
| to provide (for)                                         | to foresee                                               | Deutsch vorsehen (für), Französisch prévoir, Niederländisch voorzien. |
| We are offering a challenging position in our unit.      | We propose a challenging position in our unit.           | proposer auf Französisch bedeutet anbieten. |
| What is it called; what do you call it?                  | How is it called; how do you call it?                    | Viele europäischen Sprachen verwenden „wie“ eher als „was“ in diesen Sätzen. Deutsch Wie heißt es? Italienisch Come si chiama?, Französisch Comment ça s’appelle?, Polnisch Jak to się nazywa? |
| Please enter your PIN code below.                        | Please introduce your PIN code below.                    | introduire bedeutet auf Französisch „eingeben“ ebenso auf Portugiesisch mit „introduzir“ oder dem spanischen „introducir“. |
| In the end I am staying in France.                       | Finally I am staying in France.                          | Finally wird normalerweise nicht benutzt um eine endgültige Entscheidung zu beschreiben. |